# Острецово (Весьегонский район)
Острецово — деревня в Весьегонском муниципальном округе Тверской области.

## География
Деревня находится в северо-восточной части Тверской области на расстоянии приблизительно 22 км на юг по прямой от районного центра города Весьегонск.

## История
Известна с 1646 года как поместная деревня стольника Василия Григорьевича Нечаева. Дворов (хозяйств) было 9 (1859 год), 14 (1889), 19 (1931), 16 (1963), 13 (1993), 10 (2008),. До 2019 года входила в состав Чамеровского сельского поселения до упразднения последнего.

## Население
Численность населения: 56 человек (1859 год), 72(1889), 68 (1931), 55 (1963), 20 (1993),, 18 (100 % русские) в 2002 году, 12 в 2010.